# Locativus absolutus
Beim Locativus absolutus im Altindischen und im Altiranischen handelt es sich um eine Konstruktion aus einem Partizip im Lokativ ggf. mit einem Subjekt, das ebenso im Lokativ steht. Die gesamte Konstruktion bildet einen untergeordneten Nebensatz, der meist temporal-nachzeitig,  konditional oder konzessiv zu deuten ist. Das Subjekt der Hypotaxe ist semantisch und syntaktisch unabhängig vom Subjekt des Hauptsatzes, weshalb man hier von absolutem Kasusgebrauch (absolut = „losgelöst“) spricht. Es sind aber auch unpersönliche Konstruktionen ohne Subjekt möglich.
Nicht zu verwechseln ist der Locativus absolutus mit dem Absolutivum, das eine ähnliche Funktion erfüllt.
Vergleichbare Konstruktionen finden sich auch im Lateinischen (Ablativus absolutus), im Griechischen (Genitivus absolutus) und im Balto-Slawischen (Dativus absolutus).
Beispiele:
- mule hate hataṃ sarvam „Ist die Wurzel zerstört, ist alles zerstört“ (wtl. „Bei zerstörter Wurzel...“)
- evaṃ gate „unter solchen Umständen“
- eṣām abhāve tadabhāvaḥ „wenn diese nicht da sind, sind auch jene nicht da“ (wtl. „Beim Nicht-Sein dieser ist Nicht-sein jener“)

Ebenso gibt es im Sanskrit einen Ablativus bzw. Instrumentalis absolutus zur Umschreibung eines Kausalsatzes und einen Dativus absolutus zur Umschreibung eines Finalsatzes.